# Список персонажей серии фильмов «Пираты Карибского моря»
Ниже представлен список персонажей серии фильмов «Пираты Карибского моря».

## Персонажи

### Капитан Джек Воробей
Капитан Джек Воробей (англ. Jack Sparrow) — пират, капитан «Чёрной Жемчужины», пиратский барон Карибского моря. Использует остроумие, обман и свой уникальный компас для достижения своих целей, предпочитая решать споры словами, а не силой, но иногда он все-таки сражается и делает это  весьма  ловко. Очень дорожит своей шляпой. Обожает ром и был готов застрелить Элизабет Суонн за то, что она сожгла все бочки с ромом в фильме «Пираты Карибского моря: Проклятие Чёрной Жемчужины».

### Уилл (Уильям) Тёрнер
Уилл Тёрка — сын «Прихлопа» Билла Тёрнера. В первом фильме работал подмастерьем в кузнице мистера Брауна. Также он по три часа в день упражнялся в фехтовании, чтобы «при встрече с пиратом заколоть его» (хотя сам в конце концов стал пиратом). Влюблён в Элизабет Суонн, а в конце третьей части стал её мужем. В третьей части был проклят как капитан «Летучего Голландца», а в пятой части избавляется от проклятия благодаря своему сыну.

### Элизабет Суонн
Элизабет Суонн (после замужества — Тёрнер) — дочь губернатора Уэзерби Суонна, королева пиратов, пиратский барон Сингапура (после смерти Сяо Фэня). Возлюбленная Уилла Тёрнера и Джеймса Норрингтона. События второй части франшизы (Пираты Карибского моря: Сундук мертвеца) рассказывают о том, как Элизабет подставила Джека Воробья и отдала его на съедение Кракену, чтобы спасти от смерти остальную команду. Чтобы вернуть капитана Воробья в мир живых, она отправляется под руководством капитана Барбоссы с командой в царство мёртвых, в тайник Дэйви Джонса. В третьей части (Пираты Карибского моря: На краю Света) Элизабет становится бароном Южно-Китайского моря вместо Сяо Фэня, а также, благодаря отданному за неё голосу Джека Воробья, она становится первой в истории Королевой Пиратов. Жена Уилла, мать Генри. Не появилась только в 4-й части.

### Гектор Барбосса
Гектор Барбосса — пират, барон Каспийского моря, бывший капитан «Чёрной Жемчужины». В первой части он является главным злодеем, но затем становится положительным персонажем. В четвёртой части является капером на службе Англии, но в конце фильма снова становится пиратом и капитаном «Мести королевы Анны». В пятой части освобождает «Чёрную Жемчужину» из бутылки с помощью своей сабли. Погибает, спасая Джека, Генри и свою дочь Карину от Салазара.

### Джошами Гиббс
Джошами Гиббс (англ. Joshamee Gibbs) или Мистер Гиббс (англ. Mr. Gibbs) — старпом и друг Джека.
В 1-2 частях имеет небольшую роль. В 3 части возглавляет отряд по спасению Джека Воробья вместе с Гектором Барбоссой, Уиллом Тёрнером и Элизабет Суонн. В 4 части является одним из главных персонажей, сопровождая Барбоссу. В пятом фильме отходит на второй план, играя незначительную роль. В «Пиратах Карибского моря: Проклятие „Чёрной жемчужины“» Гиббс впервые появляется как матрос на борту Королевского судна, несущего Губернатора Уэзерби Суонна и его молодую дочь Элизабет из Англии в Порт-Роял. Гиббс очень суеверный и боится одного упоминания о пиратах. Когда они сталкиваются с разбитым судном, Гиббс является первым, кто предположил, что разбитое судно было атаковано пиратами. Он, вероятно, как и Элизабет, был свидетелем, как «Чёрная Жемчужина» уплывала от разбитого судна.
При неизвестных обстоятельствах (возможно из-за пристрастия к алкоголю) Гиббс покинул Королевский флот.
Гиббс превосходный моряк и толковый предводитель. Знает множество легенд и небылиц. Не промах и выпить. Он остаётся в команде Джека на протяжении трёх фильмов, а затем остаётся на Тортуге — кутить. Позже, судьба вновь сводит его (в Лондоне) с Джеком в поисках источника молодости. Приговаривается к смертной казни, но сжигает карту Источника при Барбоссе (ставшим английским капером). Это вынуждает Барбоссу взять Гиббса с собой на поиски Источника, так как Гиббс во всех деталях помнил содержание карты.
В итоге Джек и Гиббс добыли бутылку, в которую с помощью магии была заключена «Черная Жемчужина», а также остальную «коллекцию» Чёрной Бороды. В пятой части участвует в бунте против Джека, но в итоге возвращается в его команду.

### Джон Браун
Джон Браун (англ. J. Brown) — вечно пьяный кузнец, учитель Уилла Тернера в начале первого фильма. Обычно он не делает ничего, чтобы помочь Уиллу, но берет награду за работу, которую выполнил Уилл. В фильме «Пираты Карибского моря: Проклятие „Чёрной жемчужины“» роль Джона Брауна исполнил Ральф П. Мартин.

### Анамария
Анамария (англ. Anamaria) — женщина-пират, которая согласилась присоединиться к мистеру Гиббсу и Уиллу Тёрнеру за возможность противостоять Джеку Воробью за кражу её корабля. Она бьёт его несколько раз, прежде чем Уилл вмешивается и обещает ей «Перехватчик» (корабль, который Джек «реквизировал» в погоне за Жемчужиной) в обмен на сотрудничество в пути. Неохотно, но Анамария соглашается. В конце концов она милостиво позволяет Джеку стать капитаном Жемчужины. Она не появляется в дальнейших фильмах, и её окончательная судьба неизвестна. Возможно, её съели туземцы-людоеды(это заметно на "головном, в прямом смысле слова, уборе" на одном из жителей острова пелегостов).
Её имя, возможно, происходит от имён Энн и Марии, двух фактических женщин-пиратов под командованием Калико Джека.

### Джеймс Норрингтон
В исполнении Джека Дэвенпорта Джеймс Норрингтон появляется в фильмах «Проклятие Чёрной жемчужины», «Сундук мертвеца» и «На краю света».
В прологе «Проклятия Чёрной жемчужины» капитан Норрингтон находился на борту корабля её величества «Бесстрашный», когда тот совершал переход из Англии в Порт-Ройал, перевозя губернатора Суонна и его маленькую дочь Элизабет. Заметив потерпевшее крушение торговое судно, Норрингтон приказал своим людям искать выживших, что привело к спасению молодого Уилла Тернера.
Восемь лет спустя капитана Норрингтона вот-вот повысят в звании до коммодора. Среди собравшихся на церемонию находится Элизабет Суонн — теперь уже молодая женщина, которой Норрингтон делает предложение на вершине крепости. Однако там она теряет сознание и падает со стены крепости в гавань внизу. Её спасает капитан Джек Воробей, которого затем арестовывает Норрингтон.
Когда пираты нападают на Порт-Ройял и похищают Элизабет, Норрингтон намерен отыскать пиратский корабль «Чёрная жемчужина». Тем временем Уилл Тернер и Джек Воробей крадут HMS «Перехватчик», высаживая Норрингтона на борт выведенного из строя «Бесстрашного». Наблюдая, как Воробей и Тернер сбегают от них на захваченном корабле, Норрингтон неохотно признаёт смекалку и ловкость Воробья.
Норрингтон преследует Воробья и Тернера с тремя целями: вернуть «Перехватчик», захватить Джека Воробья и спасти Элизабет. Барбосса топит «Перехватчик» и похищает Воробья и Элизабет. Норрингтон замечает сигнал бедствия Элизабет и спасает их, но арестовывает Джека и игнорирует просьбу Элизабет спасти Уилла от Барбоссы, полагая, что он стал пиратом. Он смягчается только после того, как Элизабет принимает его предыдущее предложение руки и сердца. Он поручает Джеку помочь ему найти Исла-де-Муэрте, где находятся пираты Барбоссы.
На Исла-де-Муэрте Норрингтон и его люди сражаются с бессмертными пиратами. Когда Уилл Тернер снимает проклятие, снова делая пиратов смертными, люди Норрингтона побеждают их. Коммодор сажает сдавшихся пиратов в тюрьму и возвращается в Порт-Ройал с Джеком Воробьем. Несмотря на благодарность за победу над Барбоссой, Норрингтон вопреки своей воле вынужден подчиняться королевским законом и повесить Джека за пиратство. Уилл и Элизабет освобождают Воробья от виселицы, но их быстро ловят. Губернатор Суонн прощает Уилла, а Джек Воробей сбегает на «Чёрной жемчужине». Норрингтон принимает желание Элизабет выйти замуж за Уилла и великодушно откладывает погоню за Воробьём, позволив ему сбежать.

### Губернатор Суонн
Губернатор Уэзерби Суонн (англ. Governor Weatherby Swann) — губернатор Ямайки и отец Элизабет Суонн. И Элизабет, и губернатор отплыли из Англии в Карибское море за десять лет до событий первого фильма, а также лейтенант Джеймс Норрингтон, по-видимому, когда Уэзерби Суону предлагается пост губернатора. Он — заботливый отец, и он желает, чтобы Элизабет приняла предложение руки и сердца командора Норрингтона. Тем не менее, в конце концов ему приходится признать, что она действительно любит Уилла Тернера. Вероятно, мать Элизабет умерла, когда та была маленьким ребёнком. Вполне возможно, что губернатор Суонн имеет звание пэра, так как его дворецкий обращается к нему милорд. Многие колониальные управляющие имели звания пэров или рыцарей, однако, в фильмах прямо не указано, занимает ли он какое-нибудь звание. Во втором фильме он протестовал тому факту, что Уилл и Элизабет были арестованы лордом Беккеттом за освобождение Джека Воробья и губернатор сообщил Беккетту, что бывший командор Норрингтон ушел в отставку. После того, как Беккетт освободил Уилла, чтобы он мог идти на поиски Джека Воробья, Элизабет убегает из тюрьмы с помощью своего отца, но он попадает в плен к Яну Мерсеру в то время, как Элизабет отправилась к Беккету, чтобы предложить каперское свидетельство Джеку в обмен на компас, пригрозив Беккету его жизнью. Позже в Порт-Ройяле Беккетт сообщает губернатору о статусе его дочери и что корабли Ост-Индской компании в погоне за «Чёрной Жемчужиной» и Элизабет, и если их поймают, то освободят в обмен на то, что Суонн отправит в Англию хорошие отчёты  о деятельности Беккетта и будет всячески содействовать его антипиратской кампании как главный посредник между Английской короной и Ост-Индской Компанией. В третьей части (Пираты Карибского моря: На краю света) помощь губернатора позволяет существенно расширить влияние Беккета в Карибском море и увеличить численность корпоративного флота и частной армии. Когда надобность в губернаторе была «исчерпана», он был убит. В конце концов Элизабет видит отца в последний раз, когда он вместе с другими «заблудшими душами» плыл на лодке в Рундук Дэйви Джонса. На вопрос Уилла Тёрнера о возможной помощи губернатору Тиа Дальме, колдунья отвечает, что Уэзерби Суонн «обрёл покой».

### Марти
Низкорослый пират. Вооружен ручной мортирцей, с которой отлетает на полметра, когда стреляет из неё. В фильмах его играет Мартин Клебба. Присутствовал в 1, 2, 3, и 5 частях (вероятно после того, как "Черная Жемчужина" была захвачена, он, видимо, спасся).

### Коттон
Коттон — немой пират, неизвестно как научивший попугая говорить вместо себя. Впервые появился в фильме, когда Джеку Воробью представлял команду Гиббс. Участвовал с командой Джека Воробья практически во всех приключениях . Впоследствии уплыл в составе команды Барбоссы на Чёрной Жемчужине. В четвёртом фильме Барбосса упоминает о том, что Чёрная Борода захватил Чёрную жемчужину и многих матросов убил, очевидно среди убитых был и Коттон. 

### Пинтел и Раджетти
Пираты-канониры из команды Барбоссы. Пинтел — низкий и лысый; Раджетти — одноглазый блондин. Неразлучны, всё делают парой. Один из них — хранитель песо, принадлежащего Гектору Барбоссе. Забавно то, что Пинтел зачастую выглядит и проявляет себя умнее Раджетти — последний же выглядит хоть и дураком, но дураком эрудированным: когда в первой части эта парочка под видом женщин отвлекает отряд Норрингтона, именно Раджетти ассоциирует ситуацию с захватом Трои, упоминая, что греки использовали деревянного коня, пираты Барбоссы же — женские платья. В четвёртом и пятом фильмах не появлялись, поэтому их дальнейшая судьба, после того, как Барбосса угнал «Черную Жемчужину» у Джека Воробья, неизвестна. В четвёртом фильме Барбосса упоминает о том, что Чёрная Борода захватил Чёрную жемчужину и многих матросов убил, очевидно среди убитых были   Пинтел и Раджетти.

### Дейви Джонс
Дейви Джонс — капитан «Летучего Голландца», главный злодей второго и третьего фильма из цикла «Пираты Карибского моря». Когда-то он выглядел как человек, но из-за невыполнения обещания, данного Калипсо, стал превращаться в морского монстра: его борода преобразилась в щупальца, остальная часть головы стала напоминать тело осьминога. Легче всего это заметить, когда Джонс показан со спины. Вместо левой руки у него клешня омара, а правая нога — крабья.
Джонс имел любимого питомца, Кракена, и был очень к нему привязан. Однако, Лорд Беккет приказал избавиться от чудовища, а в случае невыполнения приказа — пронзить сердце Джонса. Последнему ничего не оставалось, кроме как неохотно убить своего любимого питомца.
В третьей части — «Пираты Карибского моря: на краю света» — зритель узнает о прошлом Джонса: о его любви к Калипсо и предательстве по отношению к ней.
Джонса нельзя убить никаким другим способом, кроме как пронзить его сердце, спрятанное в сундуке.

### Катлер Беккет
Лорд Катлер Беккет (англ. Cutler Beckett) — глава Ост-Индской торговой компании. В фильме «Пираты Карибского моря: сундук мертвеца» заключил сделку с Уиллом Тёрнером. (если последний принесет Беккету компас Джека Воробья, Беккетт обеспечит безопасность Элизабет Суонн). В фильме «Пираты Карибского моря: на краю света» объединился с Дэйви Джонсом, чтобы уничтожить пиратов. В итоге погиб.

### Тиа Дальма/Калипсо
Тиа Дальма (англ. Tia Dalma) — гадалка и прорицательница. Позднее оказывается морской богиней Калипсо, заключённой в женском обличье баронами первого совета братства пиратов. Превращена обратно благодаря пиратским баронам четвёртого совета.

### Прихлоп Билл Тёрнер
Дважды проклятый пират (был проклят сокровищами Кортеса с Исла-де-Муэрта и проклят службой Дейви Джонсу). Принял службу Дэйви Джонса, после того как Гектор Барбоса утопил Прихлопа за то, что он поддержал Воробья во время мятежа. Отец Уилла Тёрнера, а также убийца Джеймса Норрингтона. В 5 части фильма нет пояснений, остался ли он служить на «Летучем Голландце».

### Ян Мёрсер
Мёрсер – правая рука лорда Катлера Беккета. Вооружён пистолетом, также пользовался кинжалом для убийств. Участвовал во всех сражениях Ост-Индской торговой компании. После смерти Джеймса Норрингтона был произведен в капитаны Летучего Голландца. В фильме «Пираты Карибского моря: на краю света» был убит Дэйви Джонсом.

### Маккус
Маккус — пират, проклятый службой у Дэйви Джонса. Формой головы напоминает акулу-молота. Является старпомом на «Летучем голландце». После смерти Джонса к нему вернулся прежний вид. В 5 части фильма нет пояснений, остался ли он служить на «Летучем Голландце».

### Капитан Тиг
Капитан Тиг — вымышленный персонаж, впервые появившийся в фильме «Пираты Карибского моря: На краю света». Капитан Тиг — «Хранитель Пиратского Кодекса Чести», отец Джека Воробья. Великий авантюрист на морских путях, известный всему Мадагаскару. Самый опытный пират, морской волк. В любой опасной для его жизни ситуации он умело выживал, плавал до самой старости, ловко ускользая от рук благородных господ, в отличие от других пиратов. Очень уважает Кодекс, следует ему как закону, заставляя всех пиратов его строго соблюдать. Серьёзен, справедлив, мудр, строг, уважаем. При нём все идеально дисциплинированны. К нему любой пират может обратиться за помощью, сам Тиг действует как судья и защитник Кодекса. Играет на гитаре. Сыграл его гитарист Кит Ричардс, самостоятельно разработавший свой образ пирата-легенды.

### Сяо Фэнь
Сяо Фэнь — Сингапурский пиратский барон от Южно-Китайского моря. Отсиживается в своей «бане» (так назвала его логово Элизабет Суонн в начале фильма «На краю света») в Сингапуре. С начала фильма известно, что его дядя владел навигационными картами, которые пригодятся для путешествия на край Света в «Пиратах Карибского моря: На краю Света» и нахождения источника молодости в «Пиратах Карибского моря: На странных берегах». Умирает и перед смертью отдаёт своё песо Элизабет Суонн думая, что она и есть Калипсо.

### Анжелика Тич
Первое появление — «Пираты Карибского моря: На странных берегах». Сыграла её Пенелопа Крус. Родители: отец — Эдвард Тич (Чёрная Борода), мать — неизвестна (ярая католичка по словам Чёрной Бороды; Анжелика вся в неё). Имеет давние романтические отношения с Джеком Воробьём. В начале четвёртого фильма, переодевшись Джеком Воробьём, нанимает команду на корабль Эдварда Тича. Впоследствии — старший помощник Чёрной Бороды. Испив из источника вечной молодости, получает годы жизни своего отца. В конце фильма Джек Воробей высаживает её на необитаемом тропическом острове с шпагой, пистолетом и одной пулей. В сцене после титров к ней приплывает кукла Вуду Джека, и она хитро улыбается. Дальнейшая судьба неизвестна.

### Чёрная Борода
Эдвард Тич по прозвищу «Чёрная Борода» появляется в четвёртом фильме Пиратов — капитан корабля «Месть королевы Анны». Наводил страх на всех пиратов своей способностью владеть магией: с помощью куклы Вуду мог управлять человеком и причинять ему боль и страдания, с помощью особого обломанного палаша с продольными бороздами — любым кораблём (скорее такелажем на корабле), также ему подчинялись зомби.
Джек Воробей указывает, что капитан «Чёрная Борода» был обезглавлен, его тело трижды проплыло вокруг корабля, и он снова поднялся на борт.
Эдвард Тич и его дочь Анжелика собирают новую команду для поиска Источника вечной молодости, так как квартермейстер (один из зомби на корабле «Месть королевы Анны», который может предвидеть события) предсказал гибель Чёрной Бороды от одноногого человека (Гектора Барбосса). В команду насильно был включен Джек Воробей в качестве проводника к Источнику. Джек Воробей полагал, что Эдвард Тич не сможет причинить какую-либо боль Анжелике. Однако позже он попытался выпить из источника молодости и забрать годы своей дочери с её разрешения, но благодаря хитрости Воробья случилось всё ровно наоборот, и Чёрная Борода окончательно гибнет.

### Армандо Салазар
Испанский истребитель пиратов, известный под прозвищем Эль Матадор дель Мар («Морской Мясник»), капитан корабля «Немая Мария», попавший в Дьявольский треугольник и подвергшийся его проклятию благодаря Джеку Воробью. Имеет привычку оставлять одного живого на уничтоженном корабле свидетелем своих действий. Выбравшись из треугольника, находит и убивает матросов Мести королевы Анны, однако оставляет в живых Генри, чтобы тот нашёл для него Джека. Перед смертью с него спадает проклятие, и он вновь становится человеком. Погибает от рук Барбоссы.

### Карина Смит (позже Барбосса)
Девушка-астроном. Обвинена в колдовстве и приговаривается к казни, но её спасет Генри. После этого отправляется на Чёрной Жемчужине на поиски трезубца Посейдона. Позже выясняется, что она — дочь капитана Гектора Барбоссы. 

### Генри Тёрнер
Сын Уилла Тёрнера и Элизабет Суонн. Впервые появляется в третьей части в сцене после титров. В фильме «Пираты Карибского моря: Мертвецы не рассказывают сказки» пытается снять проклятие со своего отца. Для этого нужно найти трезубец Посейдона, разрушив который, можно снять все проклятия. Генри разыскивает Джека Воробья, в надежде, что он поможет разыскать трезубец и освободить отца. На пути к своей цели, Генри встречает девушку-астронома Карину, и все вместе они отправляются на поиски трезубца.